# Giheung-gu
Giheung-gu är ett av de tre stadsdistrikten (gu) i staden Yongin i provinsen Gyeonggi i den nordvästra delen av Sydkorea, 30 km söder om huvudstaden Seoul. Vid utgången av 2020 hade distriktet 445 320 invånare.

## Administrativ indelning
Distriktet är indelat i 15 administrativa stadsdelar:
Bojeong-dong,
Bora-dong,
Dongbaek1-dong,
Dongbaek2-dong,
Dongbaek3-dong,
Giheung-dong,
Gugal-dong,
Guseong-dong,
Mabuk-dong,
Sanggal-dong,
Sangha-dong,
Seonong-dong,
Singal-dong,
Yeongdeok1-dong och
Yeongdeok2-dong.